# Rogova
Rogova est une commune roumaine du județ de Mehedinți, dans la région historique de l'Olténie et dans la région de développement du Sud-Ouest.

## Géographie
La commune de Rogova est située au centre-sud du județ, dans la plaine de la Blahnița, affluent du Danube qui traverse le village de Rogova. Elle se trouve à 25 km au sud-est de Drobeta Turnu-Severin, la préfecture du județ, sur la route nationale DN56A Drobeta Turnu-Severin-Calafat.
La commune est composée des deux villages suivants (population en 2002) :
- Poroinița (783) ;
- Rogova (716), siège de la municipalité.

## Histoire
La commune a fait partie du royaume de Roumanie dès sa création en 1878.

## Religions
En 2002, 99,59 % de la population étaient de religion orthodoxe.

## Démographie
En 2002, les Roumains représentaient 99,93 % de la population totale. La commune comptait alors 800 ménages.
| 2002  | 2007  |
| ----- | ----- |
| 1 499 | 1 456 |

## Économie
L'économie de la commune repose sur l'agriculture (blé, seigle, orge, maïs, tournesol, fourrages, vigne).

## Lieux et monuments
- Poroinița, église St Nicolas et St jean Baptiste (Sf Nicolae și Sf Ioan Botezatorul) de 1822 avec des fresques originales.

- Rogova, église St Nicolas (Sf Nicolae) de 1832 avec des fresques originales.